# 奥尔米兹 (堪萨斯州)
奥尔米兹（英語：Olmitz）是一个美國城市，位於堪萨斯州巴顿县。根據2010年人口普查，该市的人口为114人。

## 地理
奥尔米兹位于38°30′59″N 98°56′15″W / 38.51639°N 98.93750°W (38.516460,-98.937386)。根据美国人口普查局，该城市的总面积為0.17平方英里（0.44平方）。